# Kalitanjung
Kalitanjung is een bestuurslaag in het regentschap Purworejo van de provincie Midden-Java, Indonesië. Kalitanjung telt 246 inwoners (volkstelling 2010).